# بی‌گناه (ترانه تیلور سوئیفت)
«بی‌گناه» ترانه‌ای از هنرمند اهل ایالات متحده آمریکا تیلور سوئیفت است که در ۱۲ سپتامبر ۲۰۱۰ منتشر شد. این ترانه در آلبوم حالا صحبت کن قرار داشت.
سوییفت بی‌گناه را در پاسخ به رفتار کانیه وست در مراسم جوایز ام‌تی‌وی ۲۰۰۹ تصنیف کرد. این ترانه در جایگاه ۲۷ ۱۰۰ ترانه داغ بیلبورد آمریکا جای گرفت.